# Serge-Junior Martinsson Ngouali
Serge-Junior Martinsson Ngouali, född 23 januari 1992, är en svensk-gabonesisk fotbollsspelare (mittfältare) som spelar för IF Brommapojkarna. Han har tidigare spelat för Hammarby IF, kroatiska HNK Gorica och norska Sarpsborg 08.

## Klubbkarriär
Martinsson Ngouali började spela fotboll i Gunnilse IS och därefter i Västra Frölunda IF. Som 11-åring flyttade han till Stockholm och började då spela i IF Brommapojkarna. Han debuterade i A-laget som 18-åring i Allsvenskan.
I mars 2017 värvades Martinsson Ngouali av Hammarby IF, där han skrev på ett treårskontrakt. I februari 2018 förlängde Martinsson Ngouali sitt kontrakt i klubben fram till sommaren 2020.
I februari 2021 värvades Martinsson Ngouali av kroatiska HNK Gorica, där han skrev på ett 1,5-årskontrakt. I februari 2022 värvades Martinsson Ngouali av norska Sarpsborg 08, där han skrev på ett 2,5-årskontrakt. I augusti 2024 återvände Martinsson Ngouali till IF Brommapojkarna.

## Landslagskarriär
Martinsson Ngouali representerade Sveriges U19-landslag och U21-landslag. Hans mor är född i Sverige medan hans far kommer från Gabon. Martinsson Ngouali blev sedermera tillgänglig för spel i Gabons landslag. Han blev uttagen i Gabons trupp till Afrikanska mästerskapet 2017. Martinsson Ngouali debuterade för Gabon den 18 januari 2017 i en 1–1-match mot Burkina Faso, där han byttes in i den 66:e minuten.

## Karriärstatistik
| Klubb              | Säsong             | Liga               | Liga    | Liga | Nationell cup | Nationell cup | Europa League | Europa League | Totalt  | Totalt |
| Klubb              | Säsong             | Division           | Matcher | Mål  | Matcher       | Mål           | Matcher       | Mål           | Matcher | Mål    |
| ------------------ | ------------------ | ------------------ | ------- | ---- | ------------- | ------------- | ------------- | ------------- | ------- | ------ |
| IF Brommapojkarna  | 2010               | Allsvenskan        | 12      | 0    | 2             | 0             | —             | —             | 14      | 0      |
| IF Brommapojkarna  | 2011               | Superettan         | 28      | 1    | 3             | 0             | —             | —             | 31      | 1      |
| IF Brommapojkarna  | 2012               | Superettan         | 29      | 1    | 1             | 0             | —             | —             | 30      | 1      |
| IF Brommapojkarna  | 2013               | Allsvenskan        | 28      | 1    | 1             | 0             | —             | —             | 29      | 1      |
| IF Brommapojkarna  | 2014               | Allsvenskan        | 28      | 1    | 5             | 0             | 5             | 0             | 38      | 1      |
| IF Brommapojkarna  | 2015               | Superettan         | 23      | 0    | 3             | 0             | —             | —             | 26      | 0      |
| IF Brommapojkarna  | 2016               | Division 1 Norra   | 24      | 7    | 3             | 2             | —             | —             | 27      | 9      |
| IF Brommapojkarna  | 2017               | Superettan         | 0       | 0    | 3             | 0             | —             | —             | 3       | 0      |
| IF Brommapojkarna  | Totalt             | Totalt             | 172     | 11   | 21            | 2             | 5             | 0             | 198     | 13     |
| Hammarby IF        | 2017               | Allsvenskan        | 21      | 1    | 0             | 0             | —             | —             | 21      | 1      |
| Hammarby IF        | 2018               | Allsvenskan        | 26      | 1    | 3             | 1             | —             | —             | 29      | 2      |
| Hammarby IF        | 2019               | Allsvenskan        | 8       | 1    | 0             | 0             | —             | —             | 8       | 1      |
| Hammarby IF        | 2020               | Allsvenskan        | 18      | 0    | 2             | 0             | 1             | 0             | 21      | 0      |
| Hammarby IF        | Totalt             | Totalt             | 73      | 3    | 5             | 1             | 1             | 0             | 79      | 4      |
| HNK Gorica         | 2020/2021          | Prva HNL           | 11      | 0    | 1             | 0             | —             | —             | 12      | 0      |
| HNK Gorica         | 2021/2022          | Prva HNL           | 12      | 0    | 2             | 0             | —             | —             | 14      | 0      |
| HNK Gorica         | Totalt             | Totalt             | 23      | 0    | 3             | 0             | —             | —             | 26      | 0      |
| Sarpsborg 08       | 2022               | Eliteserien        | 29      | 1    | 2             | 0             | —             | —             | 31      | 1      |
| Sarpsborg 08       | 2023               | Eliteserien        | 23      | 2    | 3             | 0             | —             | —             | 26      | 2      |
| Sarpsborg 08       | 2024               | Eliteserien        | 10      | 0    | 0             | 0             | —             | —             | 10      | 0      |
| Sarpsborg 08       | Totalt             | Totalt             | 62      | 3    | 5             | 0             | —             | —             | 67      | 3      |
| IF Brommapojkarna  | 2024               | Allsvenskan        | 9       | 0    | 0             | 0             | —             | —             | 9       | 0      |
| Totalt i karriären | Totalt i karriären | Totalt i karriären | 339     | 17   | 34            | 3             | 6             | 0             | 379     | 20     |